# Liber depictus

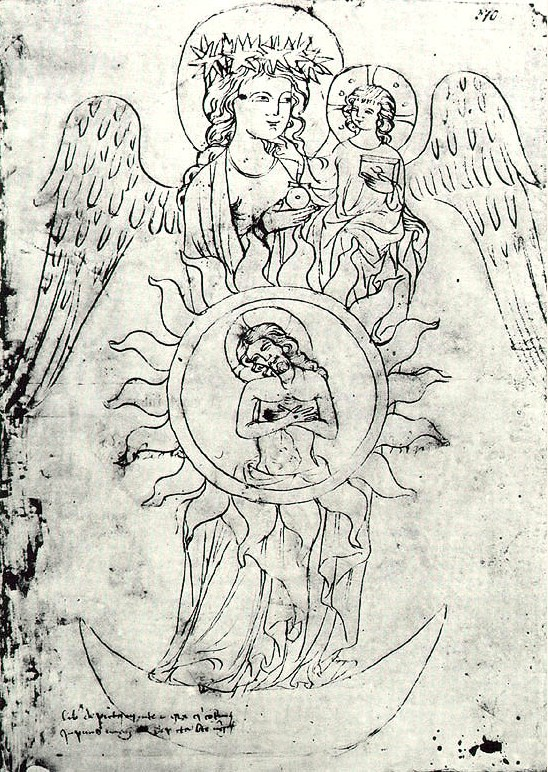
Apokalyptická žena

Liber depictus aneb Krumlovský obrazový kodex je výjimečná knižní památka, tvořená téměř výhradně ilustracemi. Byl vytvořen kolem poloviny 14. století  pro klášter minoritů v ̟Českém Krumlově, pravděpodobně na zakázku rodu Rožmberků. Roku 1782 se dostal od krumlovských jezuitů do Vídně. V současné době se nachází v depozitáři Rakouské národní knihovny pod signaturou Cod. 370.
Kodex tvoří 172 listů. Obsahuje Bibli chudých (Biblia pauperum), dvě moralistní podobenství a třicet legend. Kromě obrazů ze života svatých zobrazuje rukopis i scény z běžného života. Na titulní straně kodexu je vyobrazena Panna Maria s Kristovým tělem.  Scény jsou uspořádány v dlouhých pásech, analogických řádkům textu, a probíhají napříč rozevřenými dvoustránkami. Ilustrace jsou provedené technikou lavírované perokresby, na které se podíleli zřejmě tři kreslíři.